# (20756) 2000 BC19
2000 بي سي 19 (ويعرف أيضًا باسم (20756) 2000 بي سي 19 وفق تسمية الكوكب الصغير) (بالإنجليزية: 2000 BC19)‏ هو كويكب ضمن حزام الكويكبات؛ وترتيبه 20756 من حيث الاكتشاف.
اكتُشف هذا الجُرم الفلكي بواسطة Uppsala–DLR Asteroid Survey ‏ في 27 يناير 2000.

## وصلات خارجية
- (20756) 2000 BC19 في قاعدة بيانات مختبر الدفع النفاث لأجرام النظام الشمسي الصغيرة

- الاكتشاف · مخطط المدار ·  العناصر المدارية · المعلمات المادية

- (20756) 2000 BC19 على موقع ويكي سكاي: DSS2, SDSS, GALEX, IRAS, Hydrogen α, X-Ray, Astrophoto, Sky Map, Articles and images